# Zweite Ladoga-Schlacht
1941: Białystok-Minsk – Dubno-Luzk-Riwne – Smolensk – Uman – Kiew – Odessa – Leningrader Blockade – Wjasma-Brjansk – Charkow – Rostow – Moskau – Tula

1942: Rschew – Charkow – Ljuban/Wolchow – Kertsch/Sewastopol – Fall Blau – Kaukasus – Stalingrad – Operation Mars

1943: Woronesch-Charkow – Operation Iskra – Nordkaukasus – Charkow – Kursk – Orjol – Donez-Mius – Donbass – Belgorod-Charkow – Smolensk – Dnepr – Kiew

1944: Dnepr-Karpaten – Leningrad-Nowgorod – Krim – Wyborg–Petrosawodsk – Operation Bagration – Lwiw-Sandomierz – Jassy–Kischinew – Belgrad – Petsamo-Kirkenes – Baltikum – Karpaten – Ungarn

1945: Kurland  – Weichsel-Oder – Ostpreußen – Westkarpaten – Niederschlesien – Ostpommern – Plattensee – Oberschlesien – Wien – Oder – Berlin – Prag

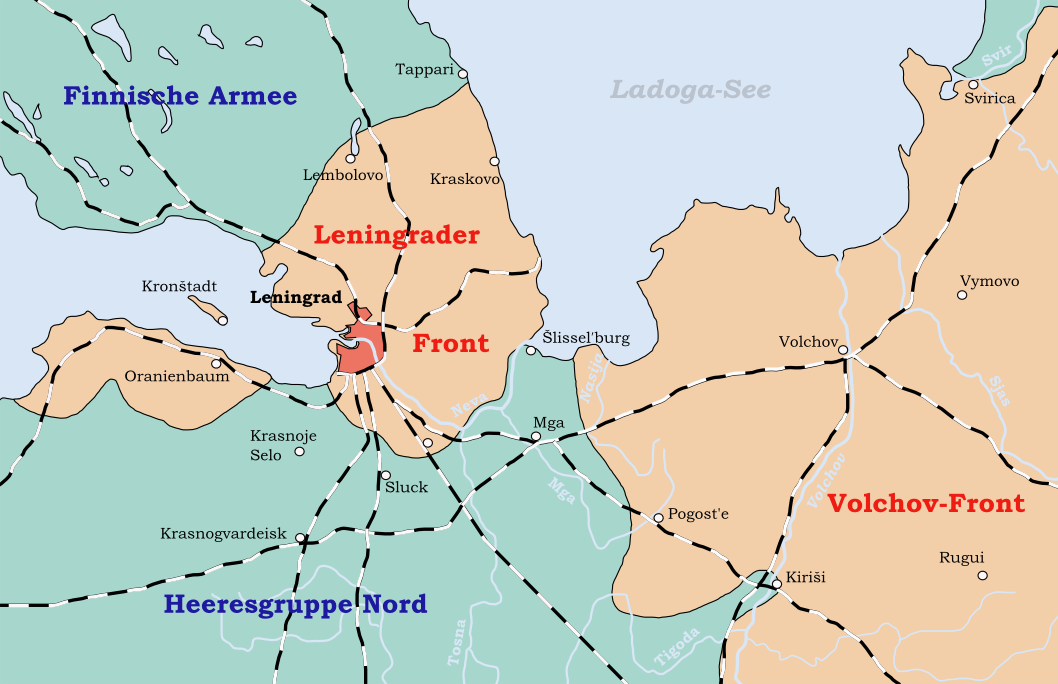
Frontverlauf vor dem Beginn der Operation Iskra

Die Zweite Ladoga-Schlacht (auch Operation Iskra, russisch Операция «Искра» – deutsch „Funke“) war ein von Marschall Schukow geplantes militärisches Unternehmen der Leningrader und der Wolchow-Front der Roten Armee vom 12. bis zum 30. Januar 1943 mit dem Ziel, die Blockade Leningrads aufzuheben. Dies gelang nicht, jedoch wurde ein 8 bis 11 Kilometer breiter Korridor freigekämpft, über den die direkte Landverbindung zu Leningrad wiederhergestellt werden konnte. 

## Vorgeschichte
Nach dem Ende des deutschen Vormarsches Ende 1941 war es den sowjetischen Truppen in der Schlacht am Wolchow Anfang 1942 und in der Ersten Ladoga-Schlacht (August – Oktober 1942) nicht gelungen, die Leningrader Blockade zu beenden.

## Ablauf

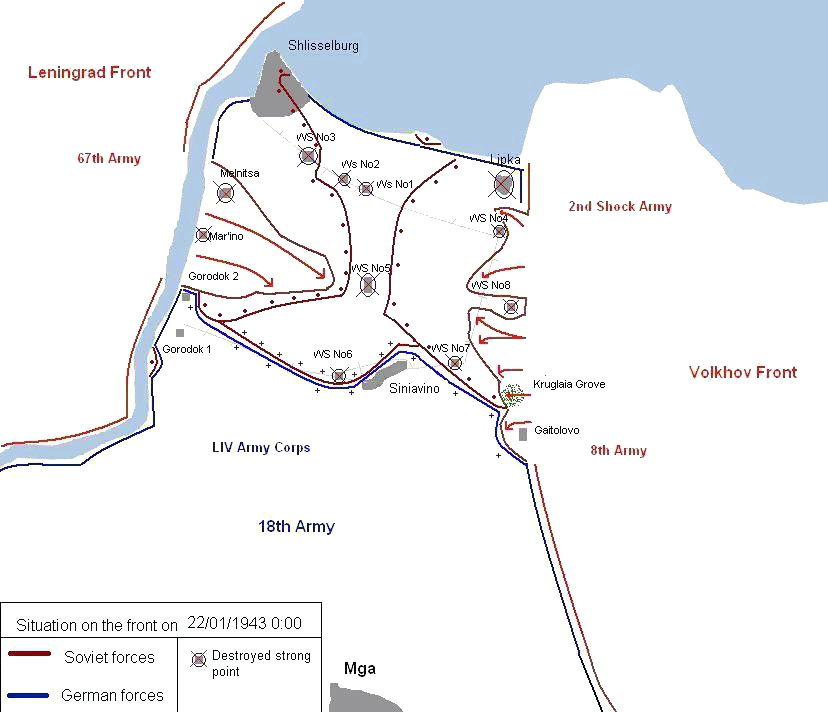
Die sowjetische Offensive bis zum 21. Januar 1943

Den sowjetischen Fronten unter der Führung der Generäle Leonid Goworow und Kirill Merezkow standen 21 Divisionen mit 302.800 Mann für das Unternehmen zur Verfügung. In schweren Kämpfen gegen die deutsche 18. Armee gelang es, den Belagerungsring zu durchbrechen und einen schmalen Korridor am Südufer des Ladogasees zu öffnen.
Am 12. Januar wurde der Angriff durch die 67. Armee unter General M. P. Duchanow aus dem Westen und Truppen der 2. Stoßarmee unter General W. S. Romanowski aus dem Osten eröffnet. Am ersten Tag konnte am linken Ufer der Newa bei Marjino im Abschnitt der deutschen 170. Infanterie-Division ein kleiner Brückenkopf erkämpft werden. Im Osten südlich des Dorfes Lipa und beidseitig von Gaitolowo gelangen der sowjetischen 128. und 256. Schützendivision am ersten Angriffstag größere Fronteinbrüche bei der deutschen 1. und 227. Infanterie-Division. Der Oberbefehlshaber der 18. Armee, General Lindemann verstärkte das angegriffene XXVI. Armeekorps (General von Leyser) sofort mit der 96. Infanterie-Division, welche aus dem Abschnitt des südlicher stehenden XXVIII. Armeekorps abgezogen worden war.
Bis zum 18. Januar wurde die Stadt Schlüsselburg von der Roten Armee zurückerobert. Am gleichen Tag trafen Einheiten der 18. (vom Osten) und der 136. Schützendivision (vom Westen) um 9:30 Uhr beim Arbeitslager Nr. 1 (auf der nebenstehenden Karte WS No1) aufeinander und durchbrachen damit die Leningrader Blockade. Auch das Arbeitslager Nr. 5 wurde besetzt. Die im Norden abgeschnittene deutsche 61. Infanterie-Division ließ ihre schwere Ausrüstung zurück und brach unter Generalleutnant Hühner nach Sinjawino durch. Bis zum 21. Januar versuchte die Rote Armee im Süden weiter in Richtung Sinjawino vorzustoßen, konnte aber nur das Arbeitslager Nr. 6 unmittelbar westlich der Siedlung erobern. Danach gab es keine Frontverschiebungen mehr, die Operation endete am 30. Januar.

## Folgen
An der Südküste des Ladogasees war durch die Sowjets ein 8 bis 11 Kilometer breiter Korridor freigekämpft, über den die direkte Landverbindung zu Leningrad wiederhergestellt werden konnte. Bereits am 22. Januar begann die sowjetische Seite mit der Wiederherstellung der Bahnlinie nach Leningrad.
Leningrad konnte ab dem 6. Februar wieder mit der Eisenbahn versorgt werden, das verbesserte die Versorgungslage in der Stadt enorm. Der schmale Korridor lag jedoch weiterhin in der Reichweite deutscher Artillerie, die auf den Sinjawino-Höhen ausgezeichnete Schusspositionen bezogen hatte. Im Rahmen der Operation Polarstern (10. Februar – 1. April 1943) und in der Dritten Ladoga-Schlacht (22. Juli – 25. September 1943) versuchte die Rote Armee erfolglos, die Blockade endgültig zu sprengen. Dies gelang erst in der Leningrad-Nowgoroder Operation von Januar bis März 1944.
Die sowjetischen Verluste während der Operation werden mit 115.082 Mann (davon 33.940 Gefallene und Vermisste) angegeben.
Einige im Verlauf der Operation erbeutete Panzer des Typs Tiger dienten dem sowjetischen Verteidigungsministerium zur Entwicklung einer wirksameren Abwehrtaktik gegen deutsche Panzer.